# Villers-sur-Saulnot
Villers-sur-Saulnot is een gemeente in het Franse departement Haute-Saône (regio Bourgogne-Franche-Comté) en telt 156 inwoners (2011). De plaats maakt deel uit van het arrondissement Lure.

## Geografie
De oppervlakte van Villers-sur-Saulnot bedraagt 2,4 km², de bevolkingsdichtheid is 65,0 inwoners per km².
De onderstaande kaart toont de ligging van Villers-sur-Saulnot met de belangrijkste infrastructuur en aangrenzende gemeenten.

## Demografie
Onderstaande figuur toont het verloop van het inwonertal (bron: INSEE-tellingen).